# Свердлово (Саратовская область)
Свердлово (нем. Neu-Walter) — село в Калининском районе Саратовской области России, административный центр Свердловского муниципального образования. Основано во второй половине XIX века как немецкая колония Ней-Вальтер.

## История
Основано во второй половине XIX века как дочерний немецкий хутор Ней-Вальтер недалеко от коммерческого тракта из Баланды в Елань. Первыми поселенцами были колонисты из находившегося южнее села Вальтер, осваивавшие новые земли. Русское название Гречиная Лука было дано по материнской колонии. Административно хутор относился к Колокольцовской волости Аткарского уезда Саратовской губернии. В хуторе имелась церковно-приходская школа при лютеранском молитвенном доме (приход Франк).
С 1918 года — в составе Медведицкого района Голо-Карамышского уезда Трудовой коммуны (Области) немцев Поволжья, с 1922 года — Медведицко-Крестово-Буеракского (в 1927 году переименован во Франкский) кантона Республики немцев Поволжья; административный центр Ней-Вальтерского сельского совета. В голод 1921 года родились 69 человек, умерли — 54. В 1926 году в селе имелись сельсовет, кооперативная лавка, начальная школа, изба-читальня, передвижная библиотека. В годы коллективизации организован колхоз имени Ленина.
В 1927 году постановлением ВЦИК «Об изменениях в административном делении Автономной С. С. Р. Немцев Поволжья и о присвоении немецким селениям прежних наименований, существовавших до 1914 года» хутор Гречиная Лука Франкского кантона переименован в село Ней-Вальтер. 1 октября того же года село Ней-Вальтер было выведено из АССР немцев Поволжья, передан в состав Баландинского района. В 1936 году Ней-Вальтер стал центром одноимённого района Саратовской области. В 1939 году местная школа преобразована в семилетнюю, сельское хозяйство сельсовета было объединено в колхоз «Россия».
28 августа 1941 года был издан Указ Президиума ВС СССР о переселении немцев, проживающих в районах Поволжья. Немецкое население было депортировано.
Село было заселено беженцами из других регионов страны. В конце мая-начале июня 1942 года Ней-Вальтерский район, а затем и село были переименованы в честь Я. М. Свердлова, сначала район. В годы Великой Отечественной войны погибло около 250 жителей села. В 1960 году территория Свердловского района была передана Калининскому району, село Свердлово утратило статус райцентра.

## Физико-географическая характеристика
Село находится в лесостепи, в пределах Окско-Донской равнины, являющейся частью Восточно-Европейской равнины, на левом берегу реки Щелкан, на высоте около 150 метров над уровнем моря. Рельеф местности — полого-увалистый. Почвы — чернозёмы обыкновенные.
Через село проходит автодорога, связывающая города Калининск и Жирновск (Волгоградская область). По автомобильным дорогам расстояние до областного центра города Саратова составляет 140 км, до районного центра города Калининска — 31 км.

### Климат
Климат умеренный континентальный (согласно классификации климатов Кёппена — Dfb). Многолетняя норма осадков — 450 мм. Наибольшее количество осадков выпадает в июле — 52 мм, наименьшее в марте — 22 мм. Среднегодовая температура положительная и составляет + 5,8 °С, средняя температура самого холодного месяца января −10,7 °С, самого жаркого месяца июля +21,2 °С.

### Часовой пояс
Свердлово, как и вся Саратовская область, находится в часовой зоне МСК+1. Смещение применяемого времени относительно UTC составляет +4:00.

## Население
| 1885 | 1905 | 1911 | 1920 | 1922 | 1923 | 1926 | 1987  |
| ---- | ---- | ---- | ---- | ---- | ---- | ---- | ----- |
| 828  | 1181 | 1110 | 1303 | 1323 | 1339 | 1516 | ≈ 850 |

| 1939 | 1959  | 2002 | 2010 |
| ---- | ----- | ---- | ---- |
| 2203 | ↘1452 | ↘703 | ↘552 |

В 1926 году немцы составляли 100 % населения села.

## Панорама

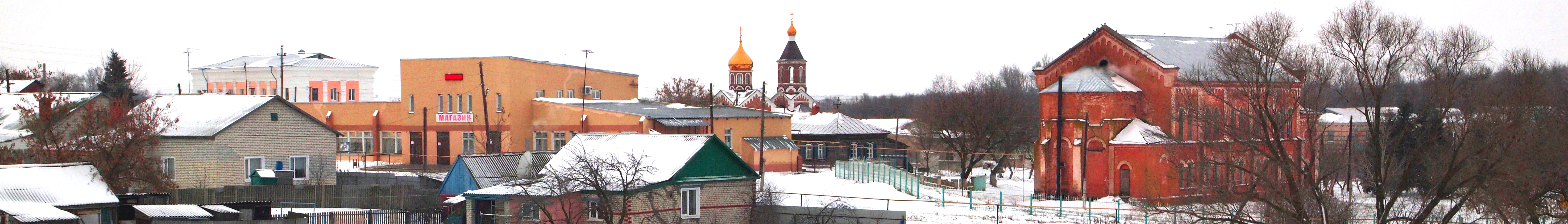
Свердлово, Калининский район, Саратовская область /Сергей С. Петров